# Аса (река)
Аса (Аси) (на казахски: Аса; на руски: Асы) е река в Северозападен Киргизстан (Таласка област), Южен Казахстан (Жамбълска област), губеща се в пустинята Мойънкум. Дължина 253 km. Площ на водосборния басейн около 9000 km².
Река Аса се образува от сливането на двете съставящи я реки Терс (Терис, лява съставяща) и Куркиреусу (Кукуреусу, дясна съставяща), на 869 m н.в., на границата между Казахстан и Киргизстан, на 2 km югозападно от киргизското село Маймак (Таласка област). Двете реки Терс и Куркиреусу водят началото си съответно от тяншанските хребети Каратау и Таласки Алатау. След образуването си река Аса тече в северна посока и на протежение около 20 km служи за гравица между Казахстан и Киргизстан, след което изцяло навлиза в казахстанска територия. Минава западно (на 7 km) от град Тараз, завива на запад и се влива в езерото Бийликол. Протича през него, изтича от северния му ъгъл, като отново тече на север, преминава източно от езерото Аккол, постепенно завива на северозапад и на 13 km западно от село Тогузкен, на 320 m н.в. се губи в пясъците на пустинята Мойънкум. В миналото, преди масовото използване на водите на реката за напояване тя се е вливала отлява в река Талас. За равномерното регулиране на оттока на Аса, на лявата съставяща я река Терс (Терис) е изградено Терс-Ашчибулакското водохранилище. Среден годишен отток при село Аккол 4,45 km³/s, при образуването си 12,5 km³/s. Има смесено подхранване – снежно, ледниково и дъждовно. По течението на реката са разположени около десетина села, най-голямо от които е районният център Аккол.

## Топографска карта
- К-42-Б М 1:500000[2]